# Biegesteife Ecke

Baustatik: Stabverbindungen
biegesteife bzw. gelenkige Ecke

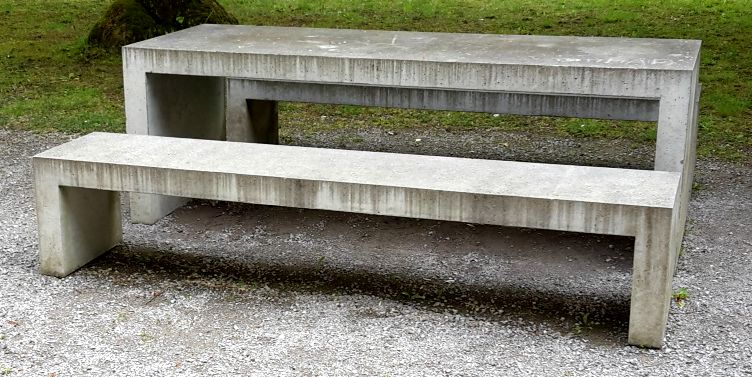
Baustatik:
Biegesteife Ecken zwischen horizontalen und vertikalen Teilen von Parkbänken und -tisch

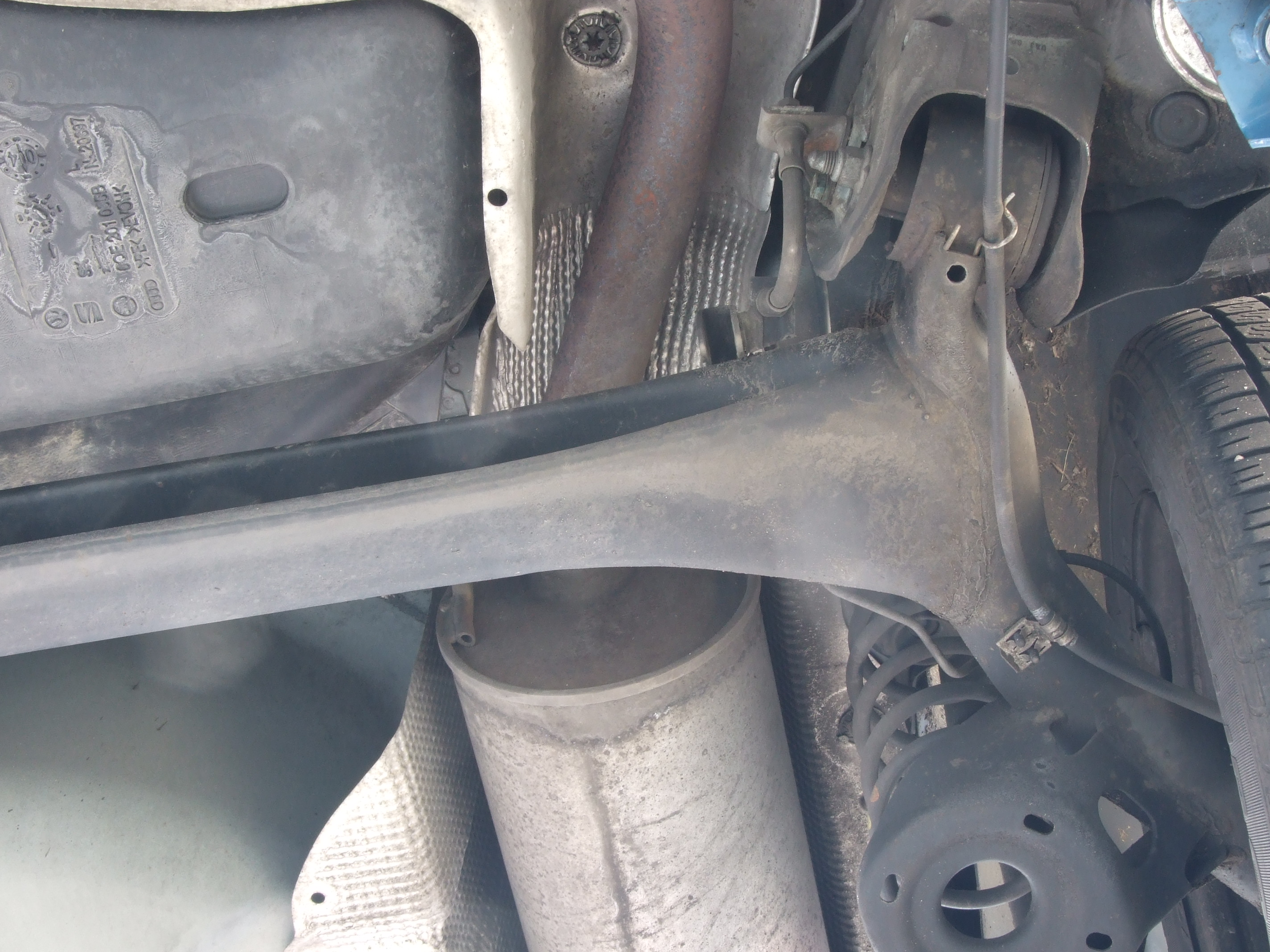
Maschinenbau:
PKW-Verbundlenkerachse; radtragende Schwinge ecksteif mit Querbalken zusammen geschweißt; Balkenende zur Verbesserung der Biegefestigkeit im Eck-Bereich verbreitert

Als biegesteife Ecke (auch biegesteifes Eck, biegesteife Eckverbindung, biegesteife Eckausführung) wird in der Baustatik die Verbindung zweier Stäbe oder Platten bezeichnet, die eine Ecke bildet, und drehstarr verbunden sind. Die Verbindung ist biegestarr und kann – im Gegensatz zu einem Gelenk – ein Drehmoment (Biegemoment) übertragen.

## Vergleich zwischen biegesteifer Ecke und biegesteifem Balken
Die in der Baustatik gemachte Beurteilung einer Ecke in einem Bauteil als biegesteif unterscheidet sich grundsätzlich von der z. B. für einen Balken häufig gebrauchten Kenngröße Biegesteifigkeit. Die Steifigkeit eines Balkens ist eine quantitative Größe, während die biegesteife Ecke als qualitativer Begriff gebraucht wird.
Die Biegesteifigkeit eines Balkens hat einen bestimmten Wert, der aus dem Produkt {\displaystyle E\cdot I} (mit dem Elastizitätsmodul {\displaystyle E} und dem Flächenträgheitsmoment {\displaystyle I} an der betrachteten Schnittstelle) errechnet wird.

## Anwendung der Balkentheorie

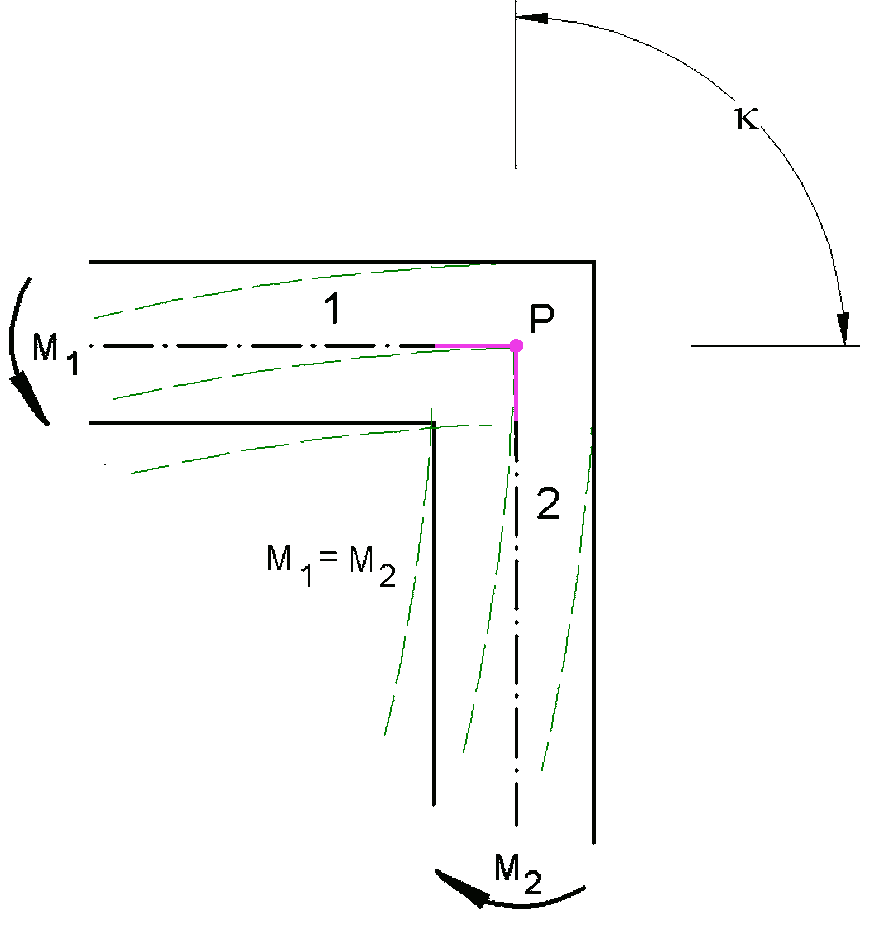
Balkentheorie und biegesteife Ecke

In der Stabtheorie ist der Relativdrehwinkel im Schnittpunkt der beiden Stabachsen gleich Null. Das heißt, dass der Stabsehnenwinkel zwischen zwei Stabachsen im Schnittpunkt konstant ist.

## Symbol
Eine biegesteife Ecke kann einen beliebigen Winkel einschließen und wird oft mit einem schwarz ausgemalten Dreieck dargestellt.

## Gestaltung biegesteifer Verbindungen

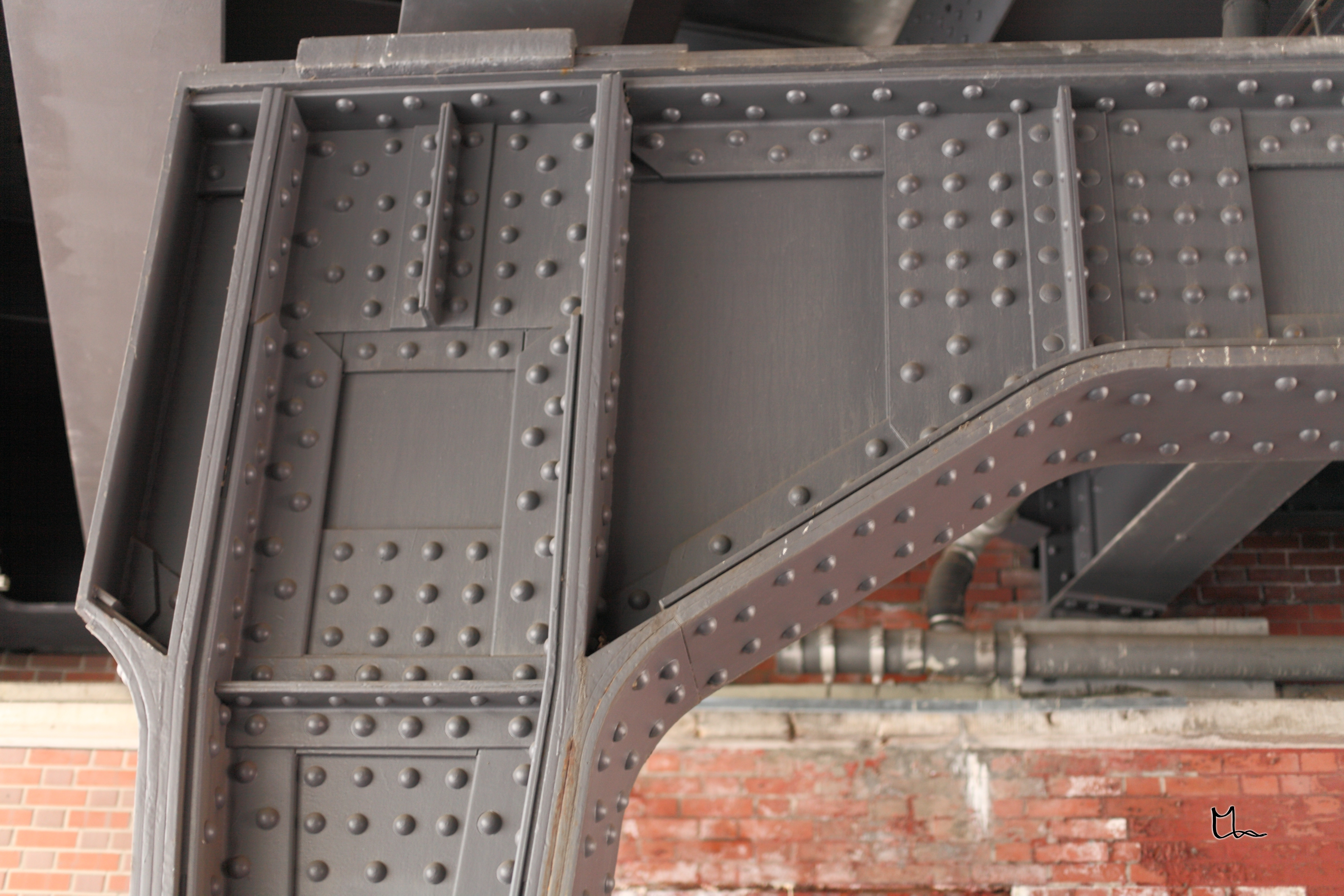
Balken-Ecke an einer Stahlbrücke, aufgrund der großen Biegemomente, die in Ecken auftreten, müssen häufig besondere Maßnahmen getroffen werden um die Kraftumleitung von einem Bauteil in das andere Bauteil zu bewerkstelligen, insbesondere Verstärkungen durch Bleche, die das Ausbeulen verhindern

- Betonbau: Wenn ein Bauteil in einer Betonage betoniert wird und entsprechend bewehrt ist (z. B. im Stahlbetonbau[5]).
- Betonbau: An Arbeitsfugen wenn nass auf nass bzw. rau auf rau betoniert wird und die Bewehrung durchgehend und beidseits verankert ist.[6]
- Stahlbau und Aluminiumbau: genietete, geschraubte und geschweißte Verbindungen.
- Stahlbau: Bei gleitfest vorgespannten und mehrfach vorhandenen Schrauben (GV-Verbindung).

## Eckverrundungen, -materialzufügungen
Eine Ecke „aus einem Guss“ hat im Allgemeinen die gleiche Festigkeit wie die anschließenden Stäbe, jedoch treten lokal erhöhte Spannungen infolge der Kerbwirkung am Inneneck auf. Durch Ausrunden werden diese verringert. Dies ist aber eine lokale Festigkeits- und keine Steifigkeitsfrage. Bei in die beiden Stäbe hinein ausgedehnteren Materialzufügungen wird zudem die Biegesteifigkeit außerhalb des Eckbereichs erhöht.